# Rhipidura leucothorax
Rhipidura leucothorax е вид птица от семейство Rhipiduridae.

## Разпространение
Видът е разпространен в Индонезия и Папуа Нова Гвинея.